# 皮尼羅島
67°34′S 67°49′W / 67.567°S 67.817°W
皮尼羅島是南極洲的島嶼，位於葛拉漢地西面對開海域，長3.7公里、寬0.9公里，處於普爾夸帕島西北面8公里，由法國的探險隊發現。